# Tasmanentulus tasmanicus
Tasmanentulus tasmanicus är en urinsektsart som först beskrevs av Sören Ludvig Paul Tuxen 1967.  Tasmanentulus tasmanicus ingår i släktet Tasmanentulus och familjen lönntrevfotingar. Inga underarter finns listade i Catalogue of Life.